# Conflicto magisterial de Oaxaca
El Conflicto magisterial de Oaxaca, se inició el 22 de mayo de 2006 con los maestros de la Sección 22 de la Coordinadora Nacional de Trabajadores de la Educación, encabezados por Enrique Rueda Pacheco, quienes pedían mejorar la calidad de las escuelas oaxaqueñas, además de un mejor mantenimiento a las escuelas que se encuentran en zonas rurales y exigían justicia en el Estado de Oaxaca al gobierno estatal, y se mantenían en plantón en el centro de la ciudad de Oaxaca, según cálculos no oficiales, aproximadamente 80.000 maestros.
Otras teorías según manejan que el Conflicto que vivió Oaxaca en el año 2006 se inició dos años antes, una vez que rindió protesta como Gobernador Ulises Ernesto Ruíz Ortíz, después de una elección muy cuestionada y con actos de violencia como el asesinato del Profesor Serafín en la región de la Cañada. Cabe mencionar que durante sus dos primeros años de gestión se realizaron algunas acciones que no tuvieron respuesta pronta de los titulares de la impartición de justicia, como fue la toma del periódico noticias por un grupo porril. Aunado a esto se optó por una campaña de represión hacia las organizaciones sociales cuando realizaban protestas y otra campaña dio perseguimiento a líderes sociales de dichas organizaciones. Todo esto fue generando gradualmente un descontento de la ciudadanía que se recrudeció con el desalojo a los maestros el día 14 de junio.

## Desarrollo del conflicto

### 14-15 de junio de 2006
El 14 de junio, bajo órdenes del gobernador Ulises Ruiz Ortiz, intentando cumplir un compromiso de campaña de no permitir manifestaciones en el centro histórico, y tras varios reclamos de comerciantes afectados de la zona, ordenó a cientos de policías desalojar a los maestros con gases lacrimógenos y balas de goma. Ante la violencia de la mayoría de agentes de las fuerzas estatales, los maestros respondieron con piedras y palos y forzaron la retirada de los policías. Este intento de desalojo desató una ola de protestas dentro y fuera del estado de Oaxaca en contra del uso de la fuerza pública para acallar manifestaciones sociales.
El 15 de junio, las autoridades oaxaqueñas liberan a los once maestros detenidos. Se crea una comisión tras un acuerdo surgido en una mesa de diálogo entre autoridades federales y locales con el CNTE en Oaxaca. Los maestros pidieron la dimisión del gobernador por promover el desalojo violento de los maestros, que realizaron un plantón ubicado en la plaza de armas de la ciudad de Oaxaca.
Ante los problemas se intentó negociar con los maestros en una comisión de negociación formada por el pintor Francisco Toledo, el obispo de Tehuantepec Arturo Lona Reyes y el sacerdote Francisco Mayrén Peláez. La comisión fracasó y se disolvió ante la falta de acuerdos. Los maestros después del intento de dispersión, radicalizaron su movimiento e incluyeron ahora en sus demandas la renuncia del gobernador de Oaxaca. Según este grupo, la mala gestión del gobierno y su falta de tacto político, el descontento entre la población aumentó y al movimiento magisterial se sumaron diversas organizaciones sociales, políticas y populares que en conjunto formaron la APPO (Asamblea Popular de los Pueblos de Oaxaca) cuyo objetivo primordial fue la destitución del gobernador Ulises Ruiz Ortiz. La APPO ha encabezado marchas, ha tomado varias oficinas de gobierno, vehículos oficiales propiedad del gobierno del estado, estaciones de radio estatales y privadas e incluso ha tomado temporalmente carreteras.
En un intento por destensar la situación, se destituyó al secretario general de gobierno del estado de Oaxaca Jorge Franco Vargas, colocando en su lugar a Heliodoro Díaz Escárraga.
La APPO, denunció una nueva incursión del Ejército en la Sierra Norte de Oaxaca.
En este conflicto siempre estuvo presente el apoyo de periodistas como : Veronica Villalvazo, Manuel Galindo, etc

### Finales de octubre de 2006
El 28 de octubre de 2006, la Asamblea Popular de los Pueblos de Oaxaca (APPO) se declaró en "alerta máxima" ante la posibilidad de que reinicien los enfrentamientos armados, y luego de la jornada de violencia que se vivió en la capital del estado. El gobernador Ulises Ruiz Ortiz, ante la imposibilidad de resolver el conflicto, solicitó de manera formal y urgente al presidente Vicente Fox Quesada la intervención de la Policía Federal Preventiva (PFP).
Desde Radio Universidad se hicieron llamados al pueblo para que mantenga la lucha "con una actitud combativa, porque no debemos dar ni un paso atrás en esta jornada de defensa del pueblo de Oaxaca". También se anunció que el "Delegado Zero" (También conocido como el Subcomandante Marcos) envió un mensaje de solidaridad y apoyo a los pueblos de Oaxaca, una vez que se enteró de los hechos violentos, y llamó a los adherentes a La Otra Campaña para que se sumen a esta lucha. En las calles, los vigilantes de las barricadas extremaron sus sistemas de seguridad. Lo anterior, generó roces con los pocos ciudadanos que se dirigían a sus hogares. Según los acuerdos de la APPO, las barricadas debían levantarse el sábado 28 de octubre de 2006, antes de las 8:00 porque se trataba de un "paro estatal" de 24 horas que había iniciado a las 6:00 del viernes 27 de octubre.
Se reportó que en el penal de Santa María Ixcotel, a un costado de la 28° Zona Militar, había al menos 40 personas detenidas, presuntamente simpatizantes de la APPO, aunque en realidad muchos de ellos colaboradores de municipios priistas, que participaron en los diferentes hechos de violencia y balaceras ocurridas durante la tarde y noche del viernes 27 de octubre, donde murieron 4 personas, entre ellos el periodista estadounidense William Bradley Roland, voluntario de Indymedia.
El 29 de octubre las fuerzas federales entraron a la ciudad de Oaxaca, desalojando a integrantes de la APPO y del magisterio disidente de la sección XXII del centro histórico, desde las 14:00 hrs, después de romper las barricadas con vehículos antimotines que arrojaron agua a presión, disparos de armas de fuego, gases lacrimógenos y enfrentarse, durante más de dos horas, con colonos de San Jacinto Amilpas y brigadistas de la barricada del Canal 9 (El Canal 9 de Oaxaca es el Canal de televisión del Gobierno del estado, que había sido tomado por mujeres de la APPO en semanas anteriores, debido a su evidente parcialidad en el conflicto, y que después el gobierno mando sabotear por policías disfrazados de civiles al canal con disparos.). El saldo: 3 personas muertas. En la ocupación cayeron el enfermero de IMSS Jorge Alberto López Bernal, el profesor Fidel García y falleció un menor de 14 años aproximadamente, al detonarle un proyectil.
Después regresaría el gobernador Ulises Ruiz Ortiz al despacho de Gobierno, pero la Cámara de Diputados de México y el Senado de México realizaron recomendaciones al Gobernador para que pidiera su renuncia o licencia del cargo para contribuir al ambiente de paz. Ulises Ruiz se mantuvo en su puesto.
Aunque la Asamblea Popular de los Pueblos de Oaxaca (APPO) abandonó el zócalo capitalino de Oaxaca a las 19.00, y se replegó a la Ciudad Universitaria, Campus principal de la Universidad Autónoma Benito Juárez de Oaxaca, luego de una fallida negociación telefónica con la Secretaría de Gobernación, la persecución de ciudadanos que exigieron la caída del gobernador Ulises Ruiz Ortiz se extendió por la noche a las colonias cercanas a la capital, como Santa Rosa, en el Parque del Amor, situado en el Puente Porfirio Díaz, así como en la Calle Valerio Trujano. En estos acontecimientos fueron detenidos de manera arbitraria muchos vecinos "curiosos" de estas distintas colonias.
El mandatario estatal presentó una controversia constitucional ante la Suprema Corte de Justicia de la Nación (SCJN), apenas dos horas después de que la Cámara de Diputados lo instara a pedir licencia o renunciar al cargo, lo cual posteriormente también realizó el Senado de la república. En el recurso presentado Ulises Ruiz Ortiz se deslindó del conflicto que se vive en Oaxaca y culpó al gobierno del presidente Vicente Fox quesada, "por razones de carácter político", dejó de atender "un conflicto social al que dio origen", y señaló actos "omisos", contrarios a la Constitución, que ponen en peligro a la propia "federación mexicana".
La Embajada de Estados Unidos en México, por conducto de Tony Garza y el Departamento de Estado de los Estados Unidos, el día 30 de octubre anunciaron su decisión de ampliar la vigencia del Aviso Público a los Ciudadanos respecto a la continua y creciente violencia en la ciudad de Oaxaca, para evitar todo viaje a esta ciudad colonial, o en su caso ejercer la máxima precaución en todo el estado de Oaxaca hasta que el gobierno de México restaure el orden en la región. Este aviso toma el lugar del Aviso Público sobre Oaxaca que se expidió el 24 de agosto de 2006, y; el cual ahora vencerá el 15 de noviembre de 2006.
La Ciudad de México, amaneció bloqueada el 31 de octubre por simpatizantes de la Asamblea Popular de los Pueblos de Oaxaca (APPO) que manifiestan su apoyo a esta organización con un paro activo en la ENEP Aragón e impiden el paso a las instalaciones de la Facultad de Ciencias Políticas y Sociales de la UNAM.
Se inició la segunda fase del operativo con el patrullaje federal por toda la capital y el estado de Oaxaca. así mismo el gobierno federal detectó que grupos ligados a políticos priistas han cometido actos delictivos y de violencia en distintos puntos de la ciudad capital, con la intención de que se culpe de esos hechos a la Asamblea Popular de los Pueblos de Oaxaca (APPO) y fracasen las acciones de la Policía Federal Preventiva (PFP), revelaron mandos de las fuerzas federales.
Maestros de la Sección 34 del SNTE de Fresnillo, Zacatecas, viajarán a Oaxaca para apoyar con alimentos, víveres y demás a los profesores de la Sección 22.

### Noviembre de 2006
El 1 de noviembre de 2006, la PFP cerca del mediodía realizó un operativo en la Corporación Oaxaqueña de Radio y Televisión (CORTV), donde no hubo resistencia ya que el inmueble había sido abandonado desde hace días. La APPO, se replegó a la Plaza del Templo de Santo Domingo de Guzmán y la Ciudad Universitaria.
La arquidiócesis de Oaxaca exigió al presidente de México, Vicente Fox, que cese la represión contra "la población que resiste" en esa entidad sureña, donde, confirmó, hubo el domingo tres muertos, al menos 30 detenidos "sin orden de aprehensión" y "un número indeterminado de desaparecidos" durante el operativo policial.
El subcomandante Marcos, vocero del EZLN, encabezó el cierre por 30 minutos del puente internacional que une a Ciudad Juárez, Chihuahua, con El Paso, Texas, en apoyo al movimiento popular de Oaxaca. La acción fue en apoyo a los trabajadores "explotados y humillados en este y el otro lado de la frontera". Exactamente sobre la línea divisoria de México con Estados Unidos se efectuó un encuentro de ciudadanos de ambas naciones en apoyo a esta acción, con la presencia de 500 personas.
El Ministerio de Relaciones Exteriores y Comercio Internacional de Canadá y la Embajada de Canadá en México a través de su embajador Gaëtano Lavertu, se envió un comunicado que previene a los ciudadanos canadienses para que se abstengan de viajar a la ciudad de Oaxaca  hasta que se normalice la situación.
La Asamblea Popular de los Pueblos de Oaxaca (APPO) endureció su posición al convocar hoy a todas las organizaciones que la integran a pasar a la ofensiva y realizar una megamarcha el domingo 5 de noviembre, además de mantener su demanda de que el gobernador de esta entidad, Ulises Ruiz Ortiz, renuncie o pida licencia al cargo. Luego del enfrentamiento que durante siete horas sostuvieron este jueves integrantes de la APPO, habitantes de distintas comunidades, estudiantes, docentes y empleados de la Universidad Autónoma Benito Juárez de Oaxaca (UABJO) con elementos de la Policía Federal Preventiva (PFP), la dirección colectiva provisional de la Asamblea Popular lanzó un plan de acción de cuatro puntos, en el que destaca la reinstalación de barricadas en toda la capital oaxaqueña.
El 3 de noviembre de 2006, simpatizantes de la APPO marcharon para exigir la liberación de más de 60 detenidos, la salida de la Policía Federal Preventiva (PFP) y la renuncia del gobernador Ulises Ruiz Ortiz, la marcha partió de la agencia municipal de Xoxocotlán y culminará en la plaza de Santo Domingo. El contingente de aproximadamente 300 personas, porta pancartas en las que exigen la salida del gobernador Ulises Ruiz Ortiz y gritan diversas consignas.
Este día, la Unesco condenó la muerte del camarógrafo William Bradley Roland, en voz del director Koichiro Matsuura, manifestó: "Los responsables deben ser puestos ante la justicia con el objetivo de que este tipo de tragedias no se vuelvan a repetir".
"La presencia de la APPO en instalaciones de la universidad pública de Oaxaca, obedece a un convenio suscrito con el rector, Francisco Martínez Neri, desde el mes de junio, tres días después de que se llevó el desalojo del magisterio por parte de la policía preventiva de Oaxaca 14 de junio. Aunque el parentesco de Francisco Martínez Nery con Felipe Martínez Soriano, ha generado la alianza que le ha permitido a la APPO utilizar “radio universidad” como es conocida la estación de extensión universitaria"
El 4 de noviembre, integrantes de la Asamblea Popular de los Pueblos de Oaxaca (APPO), estudiantes y ciudadanos reinstalaron las barricadas en las inmediaciones del campus de la UABJO y se enfocaron a los preparativos de la megamarcha programada para este domingo, en la que participarán miembros de organizaciones civiles de Chiapas y el Distrito Federal. En ese contexto, a partir del lunes regresarán de manera paulatina a impartir clases casi 70 mil docentes adscritos a la sección 22 del Sindicato Nacional de Trabajadores de la Educación (SNTE) -según informó el dirigente Enrique Rueda Pacheco-, a excepción de los valles centrales de Oaxaca, luego de que hoy se concretó un acuerdo para el pago de sus salarios y un bono económico. En tanto, el dirigente de la APPO, Flavio Sosa, declaró al presidente Vicente Fox único interlocutor válido para resolver mediante el diálogo los problemas de Oaxaca. Lo anterior aconteció mientras los mandos de la Policía Federal Preventiva (PFP) decretaron el inicio de una "etapa de distensión social", y de "replanteamiento" de sus operaciones en esta capital. Poco antes de las siete de la mañana "un grupo de hombres fuertemente armados accionara rifles AK-47 y de otros calibres contra las instalaciones de Radio Universidad", informaron estudiantes de la UABJO, que mostraron más de 10 casquillos calibre 762 como prueba de que la emisora fue agredida.
El 5 de noviembre, la Asamblea Popular de los Pueblos de Oaxaca (APPO) definió nuevas acciones para lograr la salida del gobernador Ulises Ruiz Ortiz, como bloqueos carreteros y toma de ayuntamientos; declaró que la resistencia del jueves contra la Policía Federal Preventiva (PFP) "fue un triunfo político para el pueblo" de la entidad y llamó a "retomar la ofensiva política en la movilización popular".
La Asamblea Popular de los Pueblos de Oaxaca (APPO) y la Secretaría de Gobernación, cumplieron el objetivo de permitir que este domingo se llevara a cabo la megamarcha en contra de la permanencia de la Policía Federal Preventiva (PFP) y por la salida de Ulises Ruiz Ortiz, al iniciar y terminar de manera pacífica y llegar al corazón político de la capital del Estado de Oaxaca, sin confrontarse con las fuerzas federales.".
La APPO, optó por un foro ciudadano, dejando de lado a los gobiernos federal y estatal; por lo que no se instaló la mesa del diálogo, prevista para el 6 de noviembre, en un costado de la iglesia católica. El foro ciudadano se manifestó en favor de la retirada de la PFP y la salida de Ulises Ruiz Ortiz. Guerrillas como las Fuerzas Armadas Revolucionarias del Pueblo se solidarizan con los miembros de la APPO que participaron en las movilizaciones, así como los encarcelados y muertos en manos de las autoridades.
Tres artefactos explosivos estallan simultáneamente en distintos puntos de la Ciudad de México y dos más fueron desactivados. Sin víctimas pero con daños materiales, las explosiones dañaron una fachada de la sede nacional del PRI del Tribunal Federal Electoral y una sucursal bancaria. Asumieron la responsabilidad de las explosiones la Coordinación Revolucionaria, que aglutina cinco grupos guerrilleros. Esta acción político-militar demandan la salida del gobernador oaxaqueño, Ulises Ruiz Ortiz, y de las fuerzas federales de ocupación; la presentación inmediata de los desaparecidos y presos políticos en Atenco y Oaxaca, y el castigo para los responsables intelectuales y materiales de las torturas, violaciones y abusos sexuales contra los activistas de los distintos movimientos sociales del país. Así mismo mencionan que Los principales responsables de la violencia social y política en nuestro país son los señores del poder.
El 7 de noviembre, de acuerdo con la Secretaría de la Defensa Nacional el 6 de noviembre: ...nueve encapuchados secuestraron, interrogaron y golpearon, durante tres horas, a un teniente y a un cabo que circulaban en las inmediaciones de la ciudad universitaria de Oaxaca, la cual está bajo control de integrantes de la APPO...

## Críticas
El conflicto dañó, sobre todo, a la industria del turismo de Oaxaca. Durante casi un año, disminuyeron los ingresos, no sólo de los grandes hoteles, sino también de los pequeños negocios familiares basados en el turismo. Esto no sólo afectó al escenario del conflicto de Oaxaca, sino también a otros destinos turísticos del sur de México.
La participación de grupos urbanos, políticos y contraculturales, entre ellos porros, anarquistas radicales y punks de ciudad de México, que a lo largo de la movilización se unieron a la APPO, atemorizó a los habitantes de Oaxaca que no participaban en las movilizaciones. Desde la versión estatal, se trató de vincular al grupo guerrillero Ejército Popular Revolucionario con la APPO. La mayor parte de los muertos fueron responsabilidad de unidades paramilitares. Sin embargo, también murió un maestro, que había sido crítico con la huelga. Ruiz hizo responsable de este asesinato a la APPO, pero esta rechazó la responsabilidad. Aclaró, que también este asesinato era parte de la estrategia de escalada de violencia de Ruiz, que culminó con la intervención del ejército en Oaxaca. Pese a la frecuentemente declarada no violencia por parte de los representantes de la APPO, hubo repetidas veces lanzamientos de piedras y botellas por parte de miembros de la APPO en los enfrentamientos con la policía y el ejército. A estos se sumaron en varias ocasiones los llamados bazookas, que realmente eran tubos de plástico para apuntar en el lanzamiento de proyectiles en llamas.
Un combatiente de lado de la APPO dijo sobre el choque del 14 de junio: " … Cogimos todo lo que podíamos usar para la defensa: barras de hierro, travesaños de madera, los primeros mollis [?] etc etc. …“.
Además de que varios grupos guerrilleros se solidarizaron con el movimiento como el Ejército Popular Revolucionario,o las Fuerzas Armadas Revolucionarias del Pueblo además de haber participado de manera activa durante las protestas, según el gobierno del estado.

## 2015
El 21 de julio de 2015, el Gobernador del Estado, Gabino Cué Monteagudo, con el respaldo del Gobierno Federal, a través de la Secretaría de Educación Pública, anunció el decreto de desaparición del Instituto Estatal de Educación Pública y la creación de uno nuevo, en el cual, su gobierno asumiría el control de la educación en Oaxaca, señalando que su objetivo era iniciar un proceso de transformación estructural en dicho Instituto, aunque éste, tendría la misma denominación (Instituto Estatal de Educación Pública de Oaxaca); de esta manera el control interno del citado Instituto, que yacía desde hace mucho tiempo bajo el dominio de la Coordinadora Nacional de Trabajadores de la Educación (CNTE), les fue arrebatado a los maestros que fungían como directivos de diversas áreas de dicho Instituto, y estos mismos, fueron relevados de sus cargos y regresaron a las aulas a impartir clases.
El arribo de elementos de la Policía Federal Preventiva y de la Gendarmería al Estado de Oaxaca, particularmente a la ciudad de Oaxaca de Juárez, ha evitado que los integrantes de la CNTE recuperen el control del nuevo IEEPO, por lo que a partir de entonces las protestas y bloqueos han sido menos recurrentes, sobre todo por la amenaza del gobierno federal de aplicar los descuentos respectivos a la nómina de los maestros que falten a sus labores, descuentos que ya han sido aplicados en 2 ocasiones a la fecha.
El 24 de agosto de 2015, de manera oficial, inició, sin contratiempos, el ciclo escolar 2015-2016, en el Estado de Oaxaca, después de varias décadas en que por presiones de la CNTE, se retrasaba dicho inicio, perjudicando a la niñez oaxaqueña.
Sin embargo, se habla de que todo empieza cuando durante la gobernatura de Heladio Ramírez López la cual inicia el 1 de diciembre de 1986, se firma a nivel nacional una carta donde se expone que el estado de Oaxaca siendo el único en el país que no aceptaría la intervención del gobierno federal, por tanto de la SEP para llevar a cabo sus mecanismos educativos, sino que quedaría en manos del CNTE y prácticamente de la sección 22 la toma de decisiones en materia educativa.